# Martin Lawrence
Martin Fitzgerald Lawrence, född 16 april 1965 i Frankfurt am Main, Tyskland, är en amerikansk ståuppkomiker, skådespelare, regissör och producent.
Lawrence har bland annat medverkat i filmerna Bad Boys (1995), Bad Boys II (2003), Big Momma's House (2000), Wild Hogs (2007) och Bad Boys For Life (2020).
Lawrence föddes i Frankfurt am Main i Tyskland, där hans föräldrar tjänstgjorde för det amerikanska försvaret. När han var sex år återvände han familjen till USA och han växte därefter upp i Queens i New York och i Landover, Maryland.

## Filmografi
| År        | Titel                            | Noter    |
| --------- | -------------------------------- | -------- |
| 1987–1988 | What's Happening Now!            | TV-serie |
| 1989      | A Little Bit Strange             |          |
| 1989      | Do the Right Thing               |          |
| 1990      | Party!                           |          |
| 1990      | Hammer, Slammer, & Slade         |          |
| 1990      | Kid 'n' Play                     |          |
| 1991      | Talkin' Dirty After Dark         |          |
| 1991      | Private Times                    |          |
| 1991      | Kid'n Play - Det vilda partyt    |          |
| 1992      | Boomerang                        |          |
| 1992      | Def Comedy Jam                   | TV-serie |
| 1994      | You So Crazy                     |          |
| 1995      | Bad Boys                         |          |
| 1996      | Med sikte på kärlek              |          |
| 1992–1997 | Martin                           | TV-serie |
| 1997      | Inget att förlora                |          |
| 1999      | Life                             |          |
| 1999      | Blue Streak                      |          |
| 2000      | Big Mommas hus                   |          |
| 2001      | Den galna jakten på ringen       |          |
| 2001      | Black Knight                     |          |
| 2002      | Martin Lawrence Live: Runteldat  |          |
| 2003      | National Security                |          |
| 2003      | Bad Boys II                      |          |
| 2005      | Rebound                          |          |
| 2006      | Big Mommas hus 2                 |          |
| 2006      | Boog & Elliot - Vilda vänner     |          |
| 2006      | Boog & Elliot's Midnight Bun Run |          |
| 2007      | Wild Hogs                        |          |
| 2008      | Welcome Home, Roscoe Jenkins     |          |
| 2008      | College Road Trip                |          |
| 2010      | Death at a Funeral               |          |
| 2010–2011 | Love That Girl!                  | TV-serie |
| 2011      | Big Mommas: Sådan far, sådan son |          |
| 2014      | The Soul Man                     | TV-serie |
| 2014      | Partners                         | TV-serie |
| 2016      | Martin Lawrence: Doin' Time      |          |
| 2018      | The Beach Bum                    |          |
| 2020      | Bad Boys for Life                |          |
| 2024      | Bad Boys: Ride or Die            |          |